# Fyrtaktsmotor

En animerad skiss som visar de fyra takterna. Överst ses två överliggande kamaxlar som reglerar ventilerna. Överst i cylindern finns tändstiftet. Blå färg är bränsle in, brun färg är avgaser ut. Kolvrörelsen driver vevaxeln runt.
Steg 1: Insugningstakt.
Steg 2: Kompressionstakt.
Steg 3: Arbetstakt.
Steg 4: Utsugstakt

Fyrtaktsmotorn är en typ av kolvmotor i vilken bränslet förbränns i fyra faser, eller takter. Motortypen har en relativt jämn och mjuk gång och återfinns i de flesta moderna bilar. Fyrtaktsprincipen, som även kallas Ottocykel, uppfanns av Nicolaus Otto år 1876.

## Uppbyggnad
Fyrtaktsmotorer är ofta flercylindriga och har ventiler som reglerar flödet in och ut ur förbränningsrummen. Ventilerna befinner sig i moderna motorer som regel i cylindertoppen, men äldre motorer, så kallade sidventilare, har ventilerna i motorblocket. Ventilerna manövreras med hjälp av en eller flera kamaxlar som antingen är placerade uppe i topplocket (överliggande kamaxel) eller i cylinderblocket. Kamaxeln drivs av vevaxeln medelst kugghjul, kedja eller rem och har en utväxling på 2:1 i förhållande till vevaxeln. Ventilernas öppningstider bestäms av kamnockarnas mekaniska form och återgår till stängt läge med hjälp av starka fjädrar. En fyrtaktsmotor tänder en gång per två vevaxelvarv och cylinder, till skillnad från tvåtaktsmotorn som tänder en gång per vevaxelvarv och cylinder. Arbetscykeln i en fyrtaktsmotor tar således två motorvarv. I en flercylindrig fyrtaktsmotor har kolvarna olika lägen och befinner sig i olika takter. Till exempel har en fyrcylindrig motor två kolvar i samma läge och två kolvar som befinner sig i motsatt läge, det vill säga när två kolvar befinner sig i övre vändläge så befinner de två andra sig i nedre vändläge. De kolvar som befinner sig i samma läge är dock i olika takter, så en fyrcylindrig motor har en  cylinder i varje takt.

## Förbränningen

### Insugningstakt
Första takten i fyrtaktsmotorns arbetscykel.
Kolven går från övre till nedre vändläge, inloppsventilen är öppen och avgasventilen stängd.
När kolven rör sig från övre vändläge och inloppsventilen är öppen sugs bränsleluftblandningen in i cylindern.

### Kompressionstakt
Andra takten i fyrtaktsmotorns arbetscykel.
Kolven går från nedre till övre vändläge, både inlopps- och avgasventilen är stängda.
När kolven rör sig uppåt i cylindern komprimeras bränsleluftblandningen. Bränsleluftblandningen antänds av ett tändstift just innan kolven når övre vänd-/dödläge.

### Förbränningstakt/expansionstakt/arbetstakt/arbetsslag
Tredje takten i fyrtaktsmotorns arbetscykel.
Kolven går från övre till nedre vändläge, både inlopps- och avgasventilerna är stängda.
Den antända bränsleluftblandningen  expanderar och trycker då ner kolven. Genom den snabba förbränningen ökar temperaturen till 2000–2500 °C.
Trycket i förbränningsrummet stiger vid förbränningen till 3–5 MPa (30–50 bar) i ottomotorn, i dieselmotorn till 7–13 Mpa (70–130 bar).
Under expansionstakten pressas kolven av trycket nedåt i cylindern och utför därvid ett mekaniskt arbete med en linjär rörelse som via vevstaken omvandlas till en roterande rörelse i vevaxeln.

På grund av att förbränningen tar en viss tid, antänds bränsleluftblandningen några grader före övre vändläget (under kompressionstakten). Detta kallas förtändning.

### Avgastakt/utloppstakt
Fjärde takten i fyrtaktsmotorns arbetscykel.
Kolven går från nedre till övre vändläge, avgasventilen är öppen och inloppsventilen är stängd. Förbränningsgaserna (avgasen) trycks ut. Inloppsventilen börjar öppna före övre vändläge och avgasventilen stängs. Momentet då båda ventilerna är öppna kallas överlappning.